# F/A-XX戰鬥機
F/A-XX（英文：F/A-XX）是美國海軍啟動的第六代戰鬥機項目，同時該項目將會推進美國空軍的F-X計畫（又稱NGAD或下世代空優計畫）發展。F/A-XX將會取代美國海軍F/A-18E/F超級大黃蜂式打擊戰鬥機和EA-18G咆哮者電子作戰機的戰鬥機。
現時，波音和洛克希德·马丁已經向外界展示他們的F/A-XX設計方案，並且可能有來自其他軍工企業的參與和競標，包括诺斯洛普·格鲁门。
據媒體透露，通用電氣公司已經在測試為第六代戰鬥機準備的發動機。

## 概述
2012年4月，美國海軍正式發出F/A-XX的計畫資訊，它要求F/A-XX必須具備空中優勢作戰之外的多用途能力，用以在21世紀30年代取代美國海軍目前服役的F/A-18E/F超級大黃蜂式打擊戰鬥機和EA-18G咆哮者電子作戰機。F/A-XX將能夠在尼米茲級核動力航空母艦和福特級核動力航空母艦上運作，主要任務包括空戰、對地/對海攻擊和密接支援任務。
F/A-XX將由美國防部國防高等研究計劃署 (DARPA) 牽頭，並帶領兩軍的第六代戰鬥機計畫發展。
在2020年9月15日由美國空軍協會舉行的航空、太空、網路會議上，負責採購、技術與後勤事務的美國空軍助理部長羅柏（Will Roper）公布「下一代空優戰機」（NGAD）研發進度時表示，至少有一架參與該計畫的全尺寸戰機原型機已進行試飛。

## 計畫要求
美國海軍對於新一代的戰鬥機，有著和美國空軍相似的要求。但對於戰機該是有人駕駛還是無人駕駛問題上就存在分歧，這影響了兩軍先前對於分享兩者核心技術的共識。
現今各國對於第六代戰鬥機應該有著怎樣的能力還未有統一的標準或共識，但其主要的技術特點不外如下：
- 更快的超音速巡航能力：第五代戰鬥機的設計標準之一是必須要有超音速巡航能力，即是至少達1.2馬赫以上的巡航速度，這對於引擎功率和機身的設計有著很大的要求，而第六代戰鬥機將會擁有比第五代戰機更快的巡航速度。[8]
- 超機動性能力：超機動性能力對於戰鬥時的作用有著顯著的作用，為了達到更好的戰鬥能力，第六代戰鬥機將必須要有著比第五代戰機更明顯的機動性能力。[8]
- 更全面的隱形性能：以往的第五代戰鬥機都會保持機身的傾斜尾翼，而從波音所公佈的設計概念圖可看出，傾斜尾翼已經不會保留，加之更全面的隱形考量設計，第六代戰鬥機將會擁有比第五代戰機更全面的隱形能力。[8]
- 更強的配備能力：第六代戰鬥機將具備更先進的數據鏈融合技術，使飛行員可以更有效收集來自各方的消息，準確知道戰場情況。[8]

## 項目競標
2009年7月，波音公司推出了第六代戰鬥機F/A-XX的概念設計圖，所提出的概念是一種雙座、雙引擎的無尾翼飛機。據波音設計人員的描述，它可以根據任務進行有人或無人兩種飛行模式，而該戰鬥機概念設計重量達到了40,000磅（18,000千克）的重量級別。
2013年4月，波音公司更新了當初的設計概念，新概念主要增加了鴨翼，但一般認為這樣通常會損害正面雷達橫截面面積，影響隱形性能。而進氣道即類似F-35閃電II戰鬥機的設計。
2025年4月1日，美國海軍在官方帳號上宣佈，諾斯羅普·格魯曼公司在下一代艦載戰鬥機F/A-XX項目的競標中勝出，諾·格公司的產品將被命名為F-45「雄貓II」，以紀念美國海軍曾裝備過的 F-14「雄貓」( Tomcat ) 重型艦載戰鬥機。據悉，美國海軍將和諾·格公司簽訂一份價值200億美元的合約，推動F-45進入工程研發製造階段。